# Code of Honor: The French Foreign Legion
Code of Honor: The French Foreign Legion (пол. Code of Honor: Francuska Legia Cudzoziemska; укр. Кодекс честі: Французький іноземний легіон) — однокористувацька відеогра жанрів екшн та шутер від першої особи, розроблена і видана польською компанією City Interactive 23 лютого 2007 року на платформі Microsoft Windows в Польщі, 27 березня 2007 року — в Німеччині, компанією DTP Entertainment. За сюжетом гравець керуватиме одним з військових Французького іноземного легіону, який разом зі своїм загоном, намагатиметься запобігти скиданню ядерних бомб по всій Європі, заплановане одним із терористичних угрупувань, якому вдалося скинути уряд в Кот-д'Івуарі. Для розробки відеогри було використано гральний рушій Chrome Engine 2, вперше випущений польською компанією Techland 2003 року.
В Україні відеогра була видана компанією Акелла російською мовою 15 травня 2007 року під назвою «Приказано уничтожить: Иностранный легион».

## Ігровий процес
Code of Honor, як і подібні шутери від першої особи тих часів, розділена на місії, протягом яких гравець проходитиме певну сюжетну лінію. Головною метою персонажа гравця є проходження певної частини локації під час місії, вбиваючи при цьому всі ворожі загони терористів, що стоять на заваді. Також, під час операції персонажу гравця можуть дати якесь конкретне завдання, наприклад: тримати оборону якоїсь позиції чи підбити танк з гранатомета, або ж закласти вибухівку тощо. Опісля проходження місії, гравець може побачити коротку інформацію про власні досягнення під час здійсненої операції, перейти на наступний рівень, або ж вийти до головного меню відеогри.

## Сюжет
За сюжетом гри революційні заворушення в Кот-д'Івуарі обернулися неочікуваним небезпечним поворотом: терористи скинули місцевий уряд і, крім усього арсеналу озброєнь, отримали у свої руки партію контейнерів з відпрацьованим ядерним паливом. Тепер терористи мають намір зібрати кілька «брудних» бомб і влаштувати ядерні терористичні акти по всій Європі. Французькі легіонери, які опинилися неподалік у місті Джибуті, отримали наказ нейтралізувати загрозу.

## Оцінка й відгуки
Загалом відеогра отримала несхвальні відгуки від критиків та гравців, зокрема на вебсайті-агрегаторі Metacritic від критиків відеогра отримала 38 балів зі 100.
Головними недоліками відеогри вважають саме штучний інтелект та суттєву лінійність гри. Зокрема, видання Eurogamer (30/100) у своєму відгуку пише наступне: «Дуже бідний ШІ та повна відсутність яких-небудь складнощів при проходженні не є єдиною проблемою Code of Honor. Рівні — неймовірно лінійні та відчутно „несправжні“, де локації сильно обмежені різноманітними парканами, колючими дротами, непрохідними кущами тощо.».
Окрім основних проблем, видання PC Zone UK (27/100) також вказує й на певні проблеми в локалізації гри: «Рівень професіоналізму розробки цієї гри можна охарактеризувати хоча б фактом того, що розробники навіть не спромоглися повністю перекласти увесь текст.».
Серед переваг критики не можуть виділити чогось особливого. Проте, видання AceGamez, яке оцінило відеогру на 80 балів зі 100, у своєму відгуку пише: «Так, це не довга гра, графіка — не найкраща, та й присутні деякі проблеми з ШІ, але відеогра дуже весела, навіть не зважаючи на всі ці складнощі…».